# Peter Hitchens
Peter Hitchens (ur. 28 października 1951 w Sliema) – brytyjski konserwatywny dziennikarz i pisarz, krytyk poprawności politycznej. Od 2000 roku felietonista „Mail on Sunday”.
Wcześniej socjalista i zwolennik Partii Pracy, Hitchens stał się bardziej konserwatywny w latach 90. XX wieku. Wstąpił do Partii Konserwatywnej w 1997 roku i opuścił ją w 2003. Od tego czasu jest głęboko krytyczny wobec partii, którą uważa za największą przeszkodę na drodze do prawdziwego konserwatyzmu w Wielkiej Brytanii. Jego konserwatywne chrześcijańskie poglądy polityczne, takie jak sprzeciw wobec małżeństw osób tej samej płci i poparcie dla bardziej rygorystycznych przepisów dotyczących narkotyków, spotkały się z krytyką i debatą w Zjednoczonym Królestwie.
Peter Hitchens krytykował reakcję Wielkiej Brytanii na pandemię COVID-19, szczególnie lockdowny i wymagania dotyczące noszenia masek, zaś same maski nazywa „kagańcami”. Pochwalał reakcję szwedzkiego rządu. Przez kilka źródeł został oskarżony o szerzenie dezinformacji na temat pandemii i ograniczeń zdrowia publicznego.
Odrzuca konsensus naukowy w sprawie zmian klimatu oraz podważa wpływ człowieka za zmiany klimatu. Teorię ewolucji uważa za możliwą i przygnębiającą, jednak słabo popartą dowodami naukowymi, zaś okazuje przychylność dla koncepcji inteligentnego projektu.
Na początku swojej kariery był korespondentem zagranicznym w Moskwie i Waszyngtonie dla „Daily Express”. W 2000 roku opuścił „Daily Express” tłumacząc, że praca dla nowego właściciela oznaczałaby moralny konflikt interesów, ponieważ zawsze krytykował magazyny erotyczne wydawane przez Richarda Desmonda. W 2010 roku otrzymał Nagrodę Orwella za korespondencję zagraniczną, opublikowaną w „Mail on Sunday”. Pisał także dla magazynów „The Spectator”, „The American Conservative”, „The Guardian”, „Prospect” i „New Statesman”. Jest autorem i prezenterem kilku filmów dokumentalnych dla brytyjskiej telewizji.
Jego ojciec był oficerem brytyjskiej marynarki wojennej. Jego starszy brat Christopher Hitchens, który był znanym ateistą i krytykiem religii, zmarł w 2011 roku. W swojej książce Wściekli na Boga. O tym, jak ateizm doprowadził mnie do wiary w Boga opisuje swój rozwój od poglądów lewicowych i ateistycznych do wiary i konserwatywnego skrzydła wyznania anglikańskiego. Często polemizował ze swoim bratem na tematy wiary.

## Publikacje
- The Abolition of Britain, ISBN 0-7043-8117-6 (Quartet Books. 1999).
- A Brief History of Crime, ISBN 1-84354-148-3 (Atlantic Books. 2003).
- The Broken Compass, ISBN 978-1-84706-405-9 (Continuum International Publishing Group Ltd. 2009).
- The Rage Against God (wydana w języku polskim pt. Wściekli na Boga), ISBN 1-4411-0572-7 (Continuum. 2010).
- The War We Never Fought, ISBN 978-1441173317 (Continuum. 2012).
- Short Breaks in Mordor, ISBN 978-1983244797 (2014).
- The Phoney Victory, ISBN 978-1-78831-329-2 (I.B. Tauris. 2018).
- A Revolution Betrayed, ISBN 9781399400084 (Bloomsbury Publishing. 2022).